# Бремангерланн
Бремангерланн (норв. Bremangerlandet) — норвежский остров, административно принадлежащий фюльке Вестланн (коммуна Бремангер). Расположен в «традиционном регионе» Нурфьорд во фьорде Нур-фьорд (выход в Норвежское море).

## Название
Название Бремангерланн переводится как «остров (земля) [прихода] Бремангер». Историческим названием острова являлось Смолс (норв. Smöls), так как в норвежской литературе утёс Хорнелен фигурирует под названием Смалсархорн (норв. Smalsarhorn), что переводится как «рог [острова] Смолс». Название Smöls, в свою очередь, происходит от слова möl, означающего «берег из камней и гравия».

## Описание
Площадь острова составляет 153 км², что делает его 29-м по площади среди всех островов страны. Высшая точка — гора Свартевассегга высотой 889 метров; ещё одна достопримечательность острова — утёс Хорнелен высотой 860 метров. В центре острова расположилось озеро Далеватнет длиной 4 километра. Между Бремангерланном и соседним островом Ругсундёй проложен подводный автомобильный тоннель Скатестраум длиной 1902 метра. Другие близлежащие острова: Фрёйа, Вогсёй и Хусевогёй.
Население острова, согласно оценке 2018 года, составляло около 1200 жителей. Основной населённый пункт острова — деревня Бремангер, в которой в 2018 году проживало 407 человек; вторая по величине деревня острова носит название Берле; также исторический интерес представляет заброшенное поселение Ветвик(а).

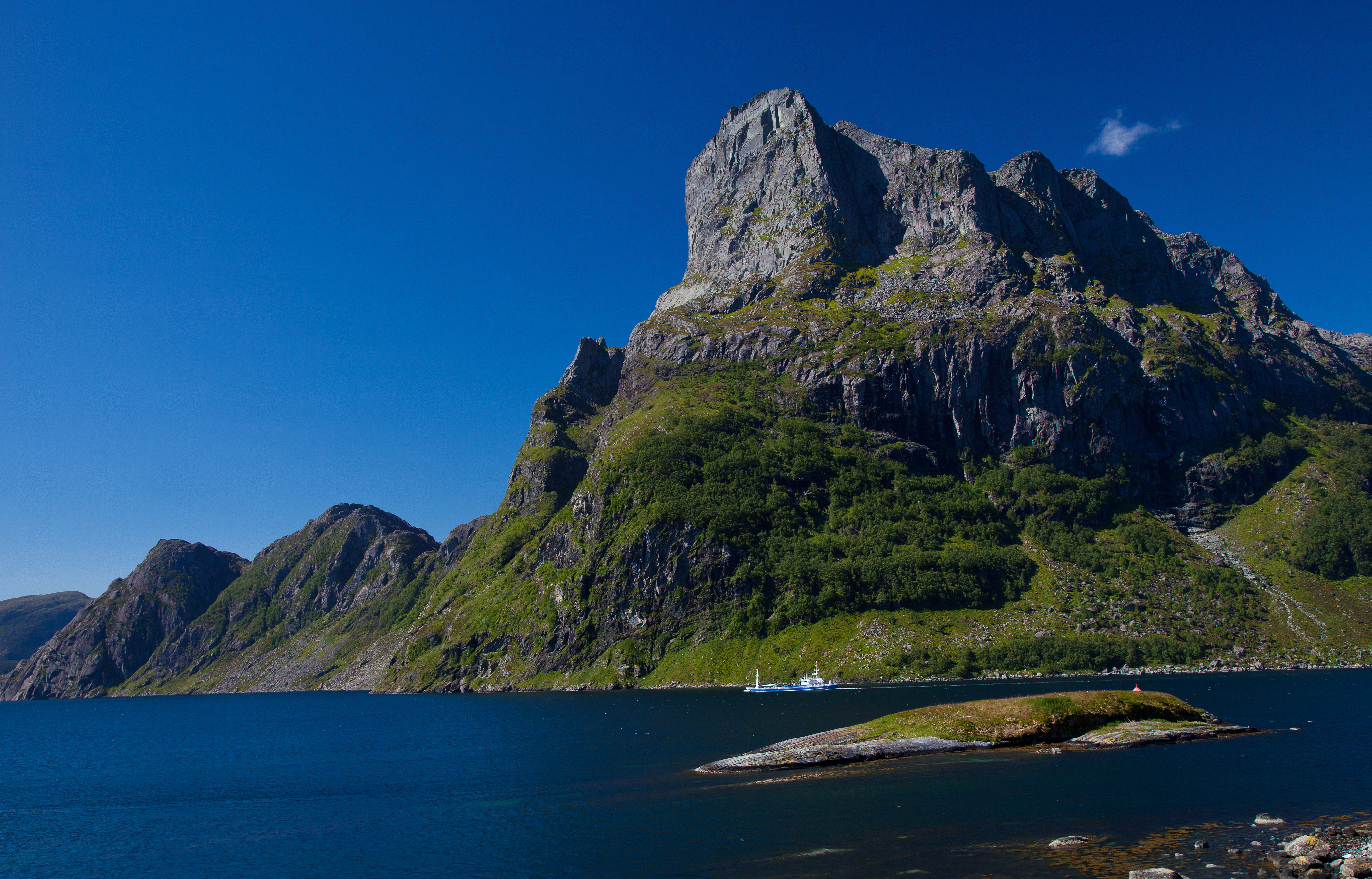
Утёс Хорнелен[англ.]
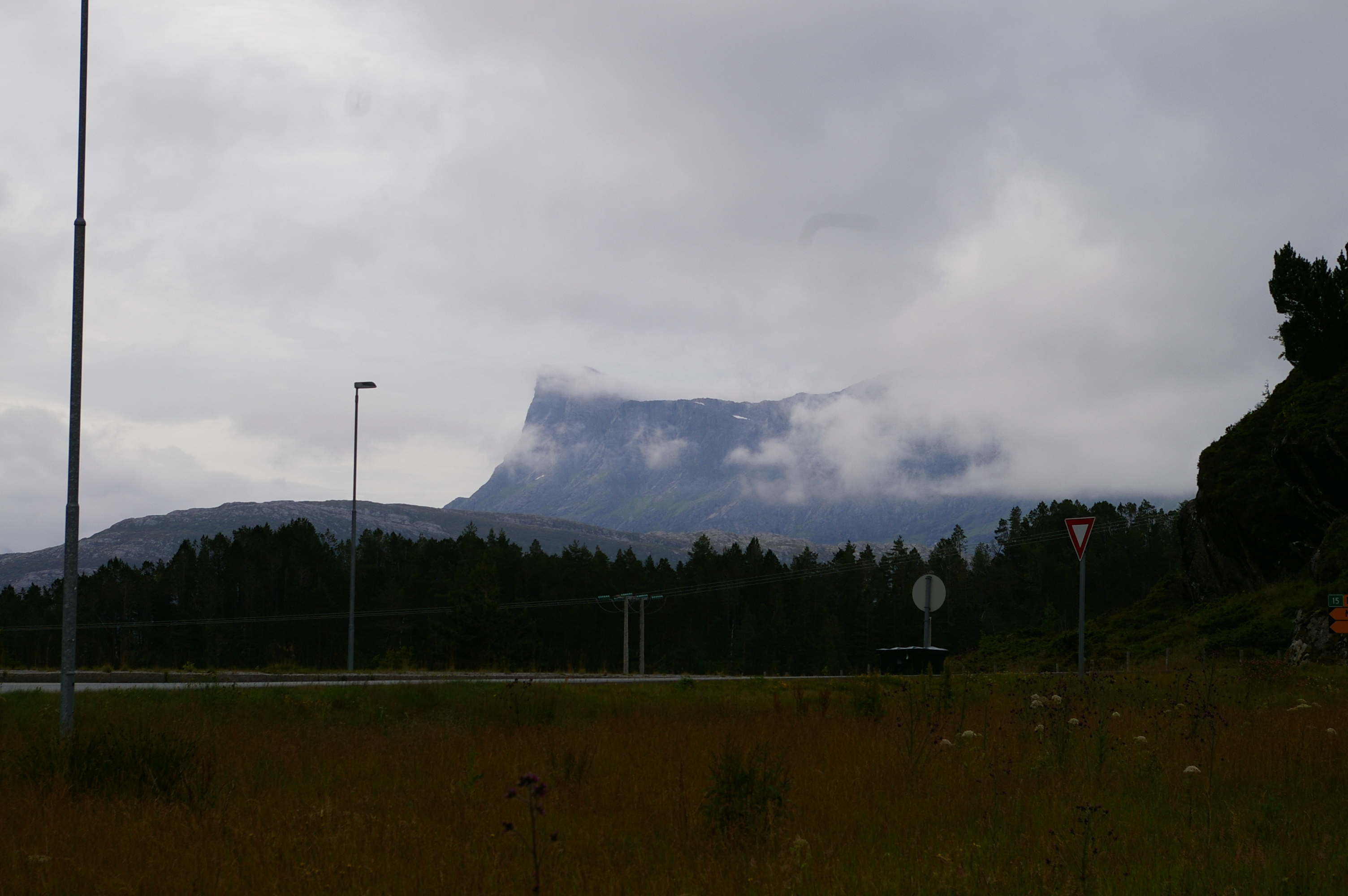
Утёс Хорнелен
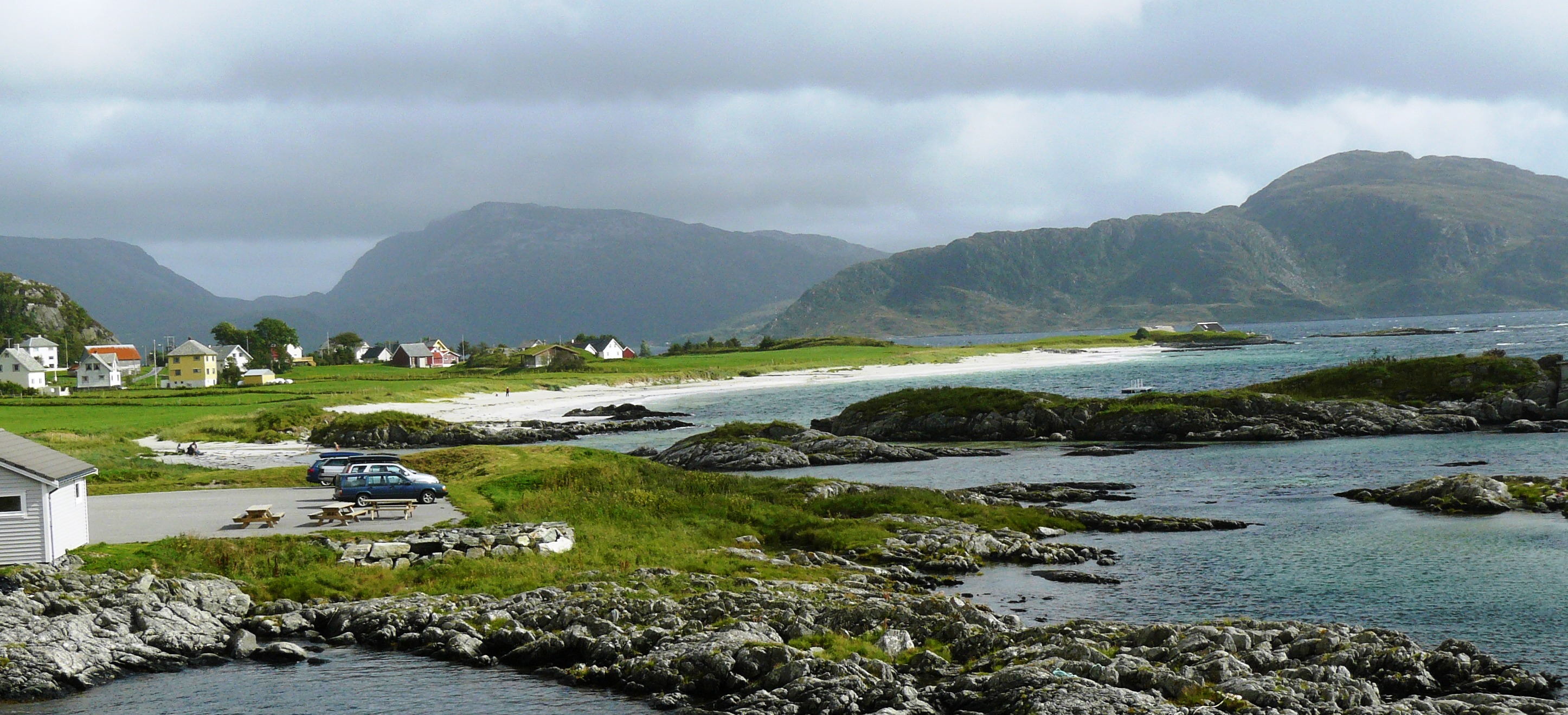
Деревня Бремангер[англ.]
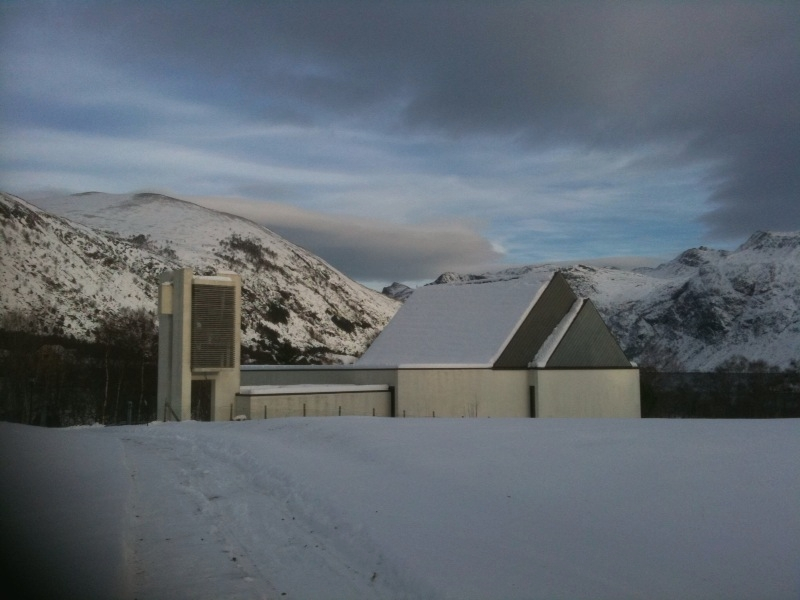
Церковь[англ.] деревни Берле[англ.]